# アブドゥル・ラヒーム・ハーン

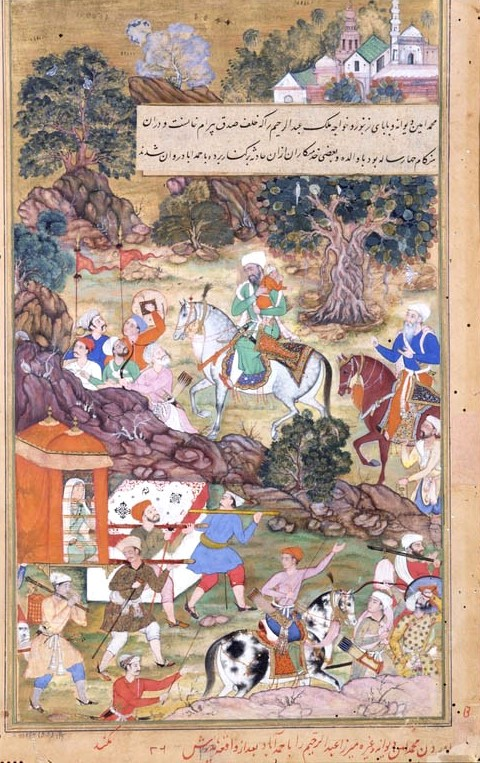
母とともにアフマダーバードに向かうアブドゥル・ラヒーム・ハーン（アクバル・ナーマ、1561年）

アブドゥル・ラヒーム・ハーン（ウルドゥー語: عبدالرحيم خانخان, ヒンディー語：अब्दुल रहीम ख़ान, Abdul Rahim Khan, 1556年12月7日 - 1627年）は、北インド、ムガル帝国の大臣（ディーワーン）であり作曲家。バイラム・ハーンの息子でもあり、父と同じハーン・ハーナーン（Khan Khanan）の称号を保持していた。

## 生涯

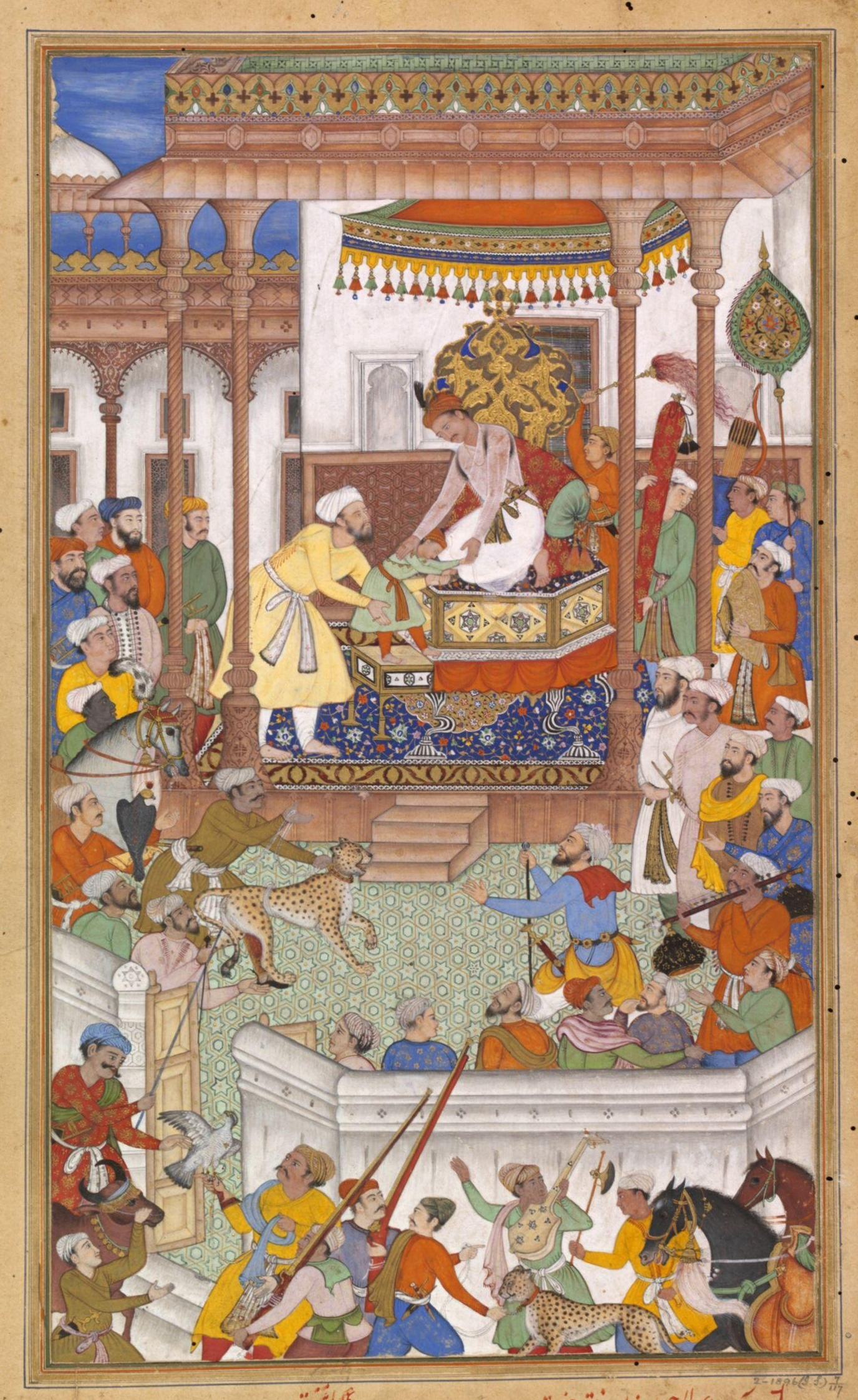
アクバルと幼少期のアブドゥル・ラヒーム・ハーン

1556年12月7日、ムガル帝国の宰相であり摂政のバイラム・ハーンとその妻であるジャマール・ハーン（メーワートの出身の人物）の娘との間に生まれた。
1560年、父バイラム・ハーンは失脚したのち、1561年にメッカ巡礼に赴くさなかに暗殺された。そのため、アクバルがアブドゥル・ラヒーム・ハーンを引き取った。
アブドゥル・ラヒーム・ハーンはアクバルの息子らと同等の扱いを受け、継母サリーマ・スルターン・ベーグムもアクバルの妃となった。
アブドゥル・ラヒーム・ハーンはアクバルに大変重用され、大臣（ディーワーン）の一人となったばかりか、その重要な家臣団であるナヴァラトナの一員となった。さらにはその皇子ムラードの後見人にもなった。
1627年、アブドゥル・ラヒーム・ハーンはアーグラで死亡した。この年にはアクバルの孫シャー・ジャハーンが皇帝となっている。